# 畠中槙之輔
畠中槙之輔（1995年8月25日—），日本足球運動員，日本國家足球隊成員，司職後衛，現效力日職球隊橫濱水手。

## 俱樂部生涯
出身于东京绿茵的青训系统。他于2014年在东京绿茵开启一线队生涯，并征战日乙联赛。
从2014年到2016年，畠中槙之辅曾在各项赛事中7次代表球队出场打进一球，也曾被外租到町田泽维亚。
2017年，重返球队的畠中槙之辅成为东京绿茵的轮换球员，2018年上半年成为球队主力位置。同年夏天，横滨水手花费了30万欧元将其签下。今年，凭借在联赛中的出色发挥，畠中槙之辅已经4次代表国家队出场。
横滨水手1月21日官宣，球队中后卫畠中槙之辅完成续约，横滨水手季前续约工作告一段落。

## 國家隊生涯
东京绿茵的中后卫畠中槙之辅入选了本期日本国家足球队，并在与玻利维亚的友谊赛中首发出战打满90分钟。

## 外部連結
- 畠中槙之輔的X（前Twitter）
- Profile at Tokyo Verdy
- Profile at FC Machida Zelvia
- 日本職業足球聯賽中的畠中槙之輔 （日語）
- 畠中槙之輔在 National-Football-Teams.com 上的出场纪录